# GMWE Nr. 5
Die Nr. 5 der Gera-Meuselwitz-Wuitzer Eisenbahn (GMWE) war eine 1901 von der Geraer Straßenbahn erworbene Dampflokomotive.
Zur Absicherung des Güterverkehrs auf der 1892 eröffneten Geraer Straßenbahn erwarb man von Henschel und Sohn neben einem B-Kuppler auch eine dreifach-gekuppelte Lokomotive. Diese Lok erwarb 1901 die GMWE, um den Güterverkehr zwischen den Bahnhof Gera (Reuss) und dem Sächsischen Güterbahnhof über die Straßenbahngleise durchzuführen. Bei der Lokomotive handelt es sich um eine Trambahnlokomotive mit vollverkleideten Triebwerk und rundherum offener Kabine.
Mit der Elektrifizierung des Straßenbahnnetzes ab 1902 wurde der Einsatz der Dampfloks auf dieser Strecke obsolet. Durch Umbauten passte man sie deshalb an den Streckenbetrieb an. So wurde das Führerhaus verglast, die Triebwerksverkleidung entfernt, ein vorhandener Wasserkondensator demontiert und die Feuerung wurde von Koks auf Steinkohle umgestellt. Ende 1903 erfolgte durch die Königliche Eisenbahndirektion Erfurt die Abnahme der Umbauten. Die geringen Leistung der Lokomotive ließ meist nur Rangierleistungen zu. Von 1910 bis Mai 1916 hatte man die Lokomotive an die elsässische Erstein-Oberrehnheim–Ottrotter Eisenbahn verliehen.
1924 wurde die Lok abgestellt und im folgenden Jahr verschrottet.